# Région de Perrine
Perrine Regio
Pour les articles homonymes, voir Perrine.
La région de Perrine (désignation internationale : Perrine Regio) est une région de 3 800 km de diamètre située sur Ganymède. Elle a été nommée en référence à Charles Dillon Perrine, astronome américano-argentin.